# 拉斐爾卡爾薩達 (布宜諾斯艾利斯省)

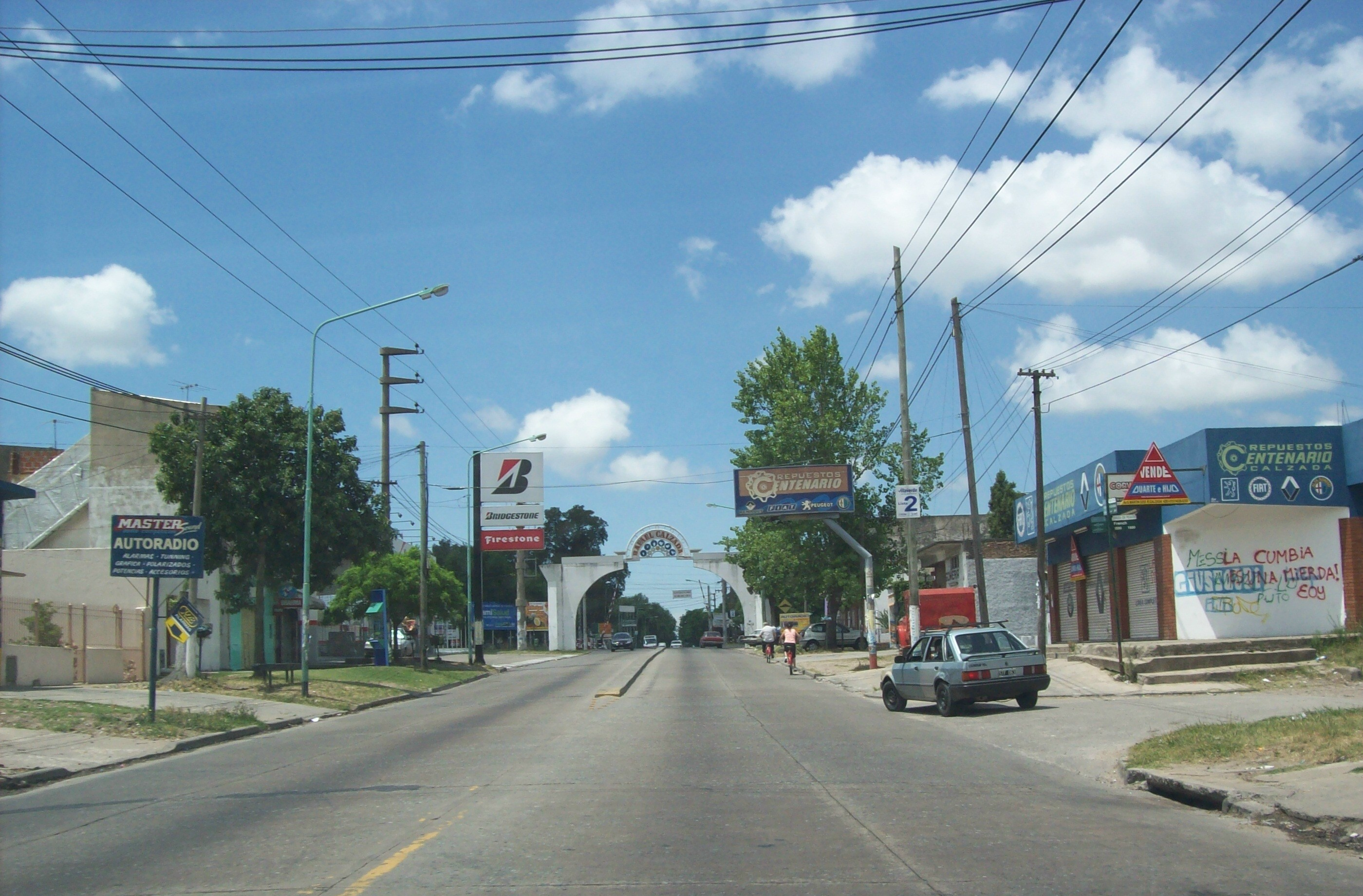
拉斐爾卡爾薩達

拉斐爾卡爾薩達是阿根廷的城鎮，位於該國東北部，由布宜諾斯艾利斯省負責管轄，始建於1909年7月18日，面積5.14平方公里，海拔高度25米，2001年人口56,419。

## 外部連結
- rafaelcalzada website （页面存档备份，存于）
- calzadacity website